# Protelsonia gjorgjevici
Protelsonia gjorgjevici är en kräftdjursart som först beskrevs av Emil Racoviţă 1924.  Protelsonia gjorgjevici ingår i släktet Protelsonia och familjen Stenasellidae. Inga underarter finns listade i Catalogue of Life.